# 第二継承法

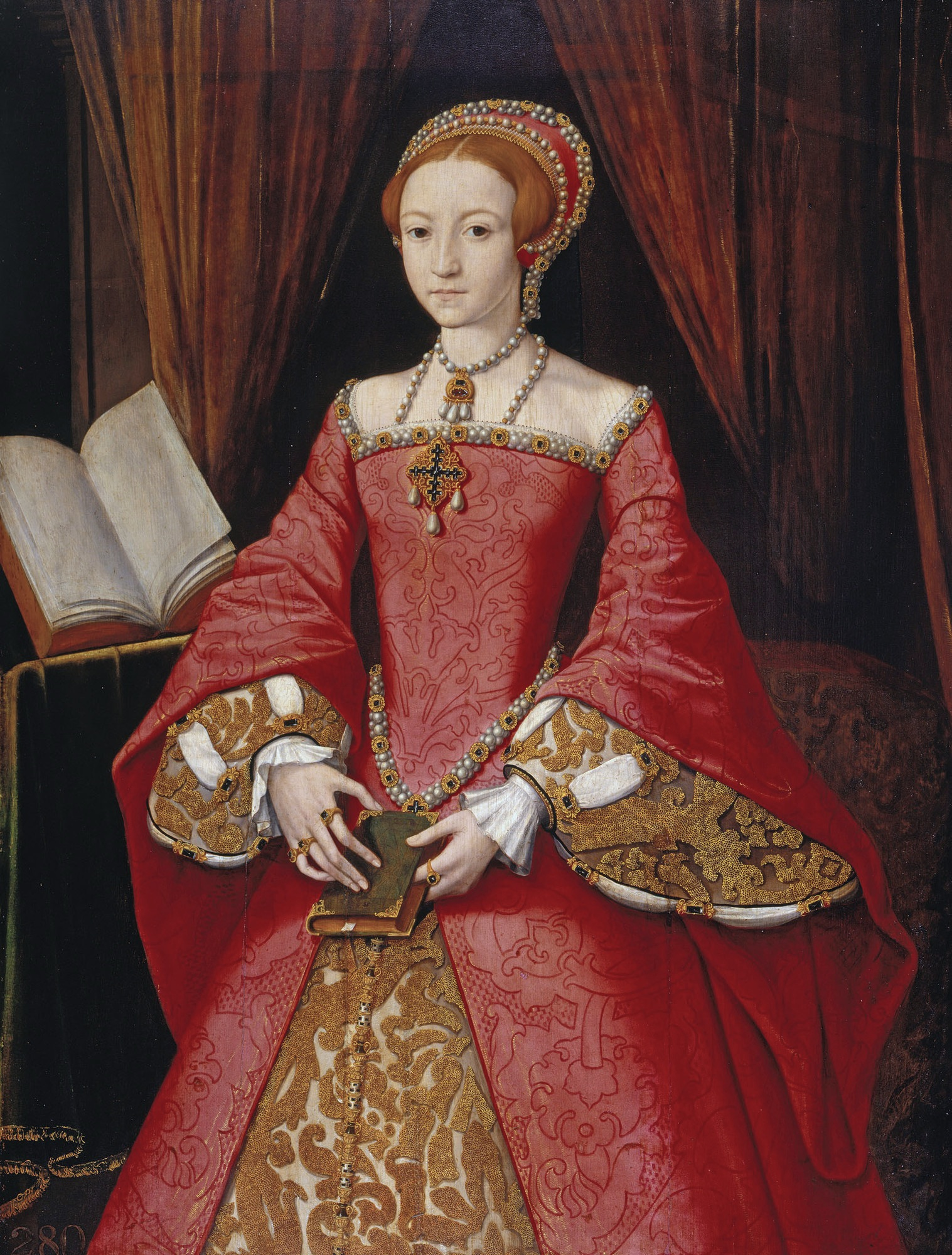
レディー・エリザベス、1546年ごろ

第二継承法（だいにけいしょうほう、英語: Second Succession Act）は、ヘンリー8世時代の1536年6月にイングランド議会が採決した王位継承法。

## 内容
第二継承法の正式名称は王位継承についての法（英: An Act concerning the Succession of the Crown）であり、1536年王位継承の結婚法（英: Succession to the Crown: Marriage Act 1536）の名でも知られる。同法はアン・ブーリンの逮捕と処刑の後に成立し、ヘンリー8世の前妻キャサリン・オブ・アラゴンの娘メアリーとアン・ブーリンの娘エリザベスの両方を庶子として継承順位から外した。この法律はメアリーを庶子、エリザベスを嫡子と定めた第一継承法を破棄し、エリザベスも庶子としたため、ヘンリー8世は1537年10月に息子エドワードが生まれるまで継承者のいない状態にあった。
ヘンリー8世は第二継承法が採決された時点で嫡子がいなかったため、同法はヘンリー8世に特許状または遺言状で継承者を指名する権利を与えた。また、このように指名された継承者の即位を妨害した場合、ヘンリー8世のキャサリン・オブ・アラゴンおよびアン・ブーリンとの結婚が有効と主張した場合、ヘンリー8世のジェーン・シーモアとの結婚が無効と主張した場合、大逆罪に問われることも定めた。
この法はヘンリー8世の臣下の一部にこの法を守る誓いをすることを強制し、拒否した場合は反逆罪とした。第二継承法により反逆罪を問われた人はアサイラムが適用されず、王位継承妨害で反逆罪を問われた場合は死刑のほか、その人に王位継承権があった場合はそれを放棄しなければならなかった。さらに、1534年反逆法により死刑に処されたトマス・モアの刑罰を批判した場合も反逆罪とされ、本法を廃止しようとした場合も反逆罪とした。しかし、第二継承法は結局1543年の第三継承法で廃止され、メアリーとエリザベスは庶子に据え置かれたものの王位継承権を取り戻した。